# サン・ロマーノの戦い
『サンロマーノの戦い』（サン・ロマーノのたたかい、伊: Bataglia di San Romano、英: The Battle of San Romano）は、1432年にフィレンツェ共和国軍とシエナ共和国軍の間のサン・ロマーノの戦いで起こった出来事を描いた、ルネサンス期のフィレンツェの画家、パオロ・ウッチェロによる3連作の絵画である。初期のイタリアのルネサンス絵画における遠近法の発展を明らかにするものとして重要であり、大がかりな世俗的依頼としては珍しいものである。絵画は、各々3メートル以上の長さの板上に卵テンペラで描かれている。ロンドンのナショナル・ギャラリー によると 、板絵は1435年から1460年の間にフィレンツェのバルトリーニ・サリンベーニ家の一人によって委嘱され、15世紀に絶賛された。ロレンツォ・デ・メディチは3連作の獲得を切望していたので、1点を購入し、残りの2点をパラッツォ・メディチに強制的に移した。現在、3点はロンドンのナショナル・ギャラリー、フィレンツェのウフィツィ美術館、パリのルーヴル美術館の3つの美術館に別々に所蔵されている。

## 主題
3点の作品

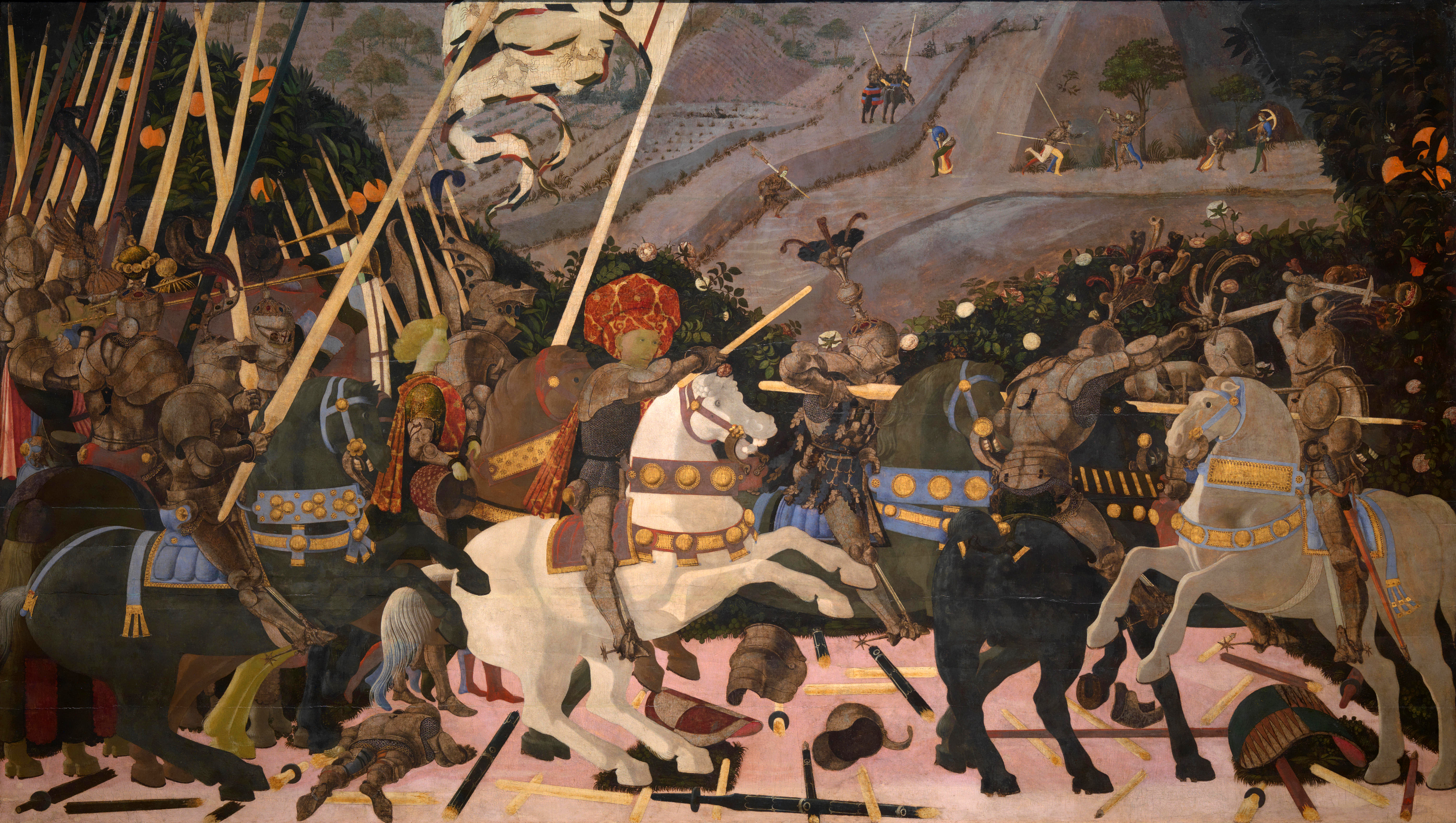
『サンロマーノの戦い』でのニッコロ・マウルジ・ダ・トレンティーノ（おそらく1438-1440年ごろ）、ポプラ板上にクルミ油と亜麻仁油を添えた卵テンペラ、182×320 cm、ナショナル・ギャラリー (ロンドン)
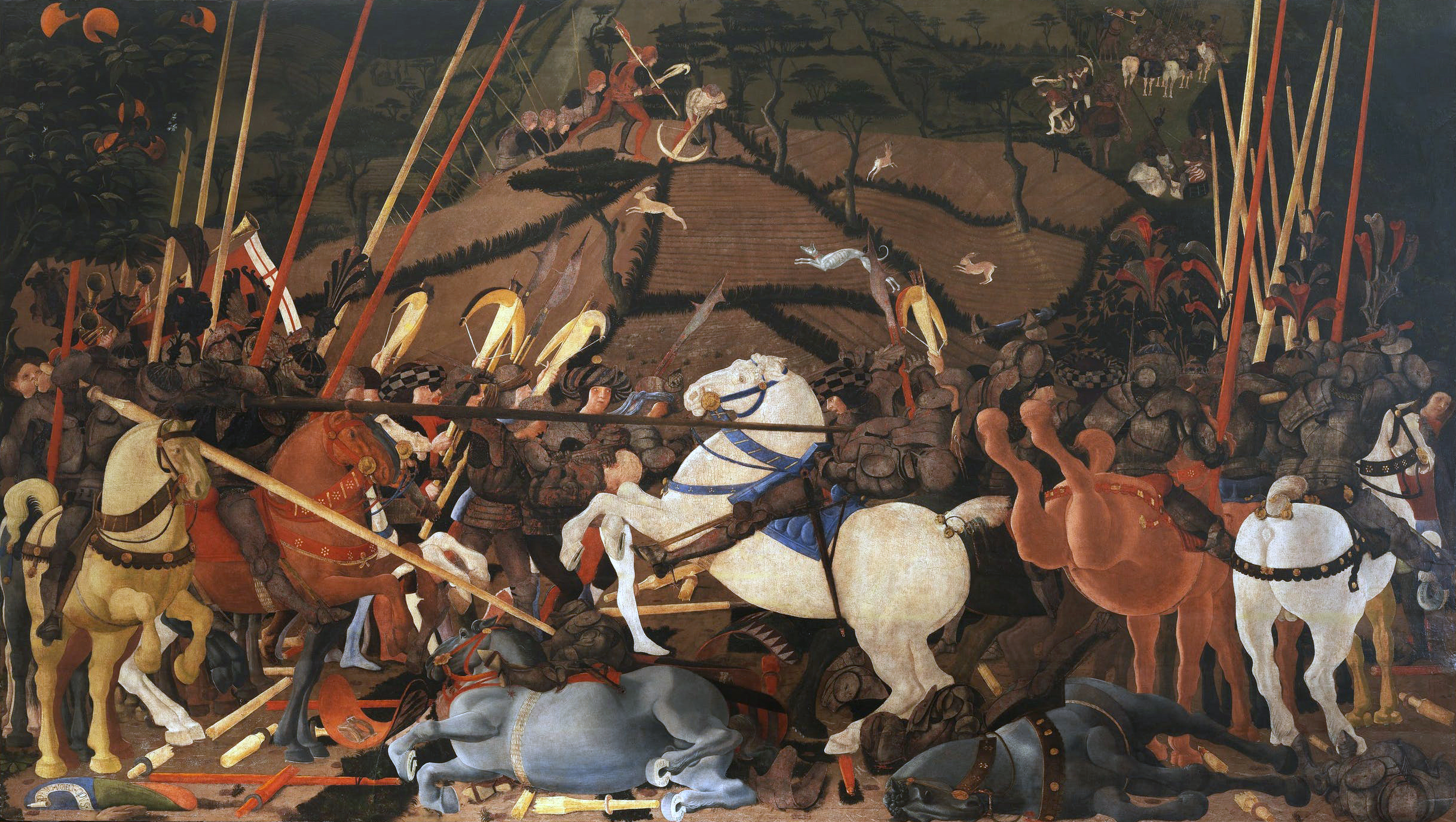
『サンロマーノの戦い』でニッコロ・マウルジ・ダ・トレンティーノは、ベルナルディーノ・デラ・カルダを倒した[3]（1435–1455年ごろ）、板上のテンペラ、182×320 cm、 ウフィツィ美術館 (フィレンツェ)
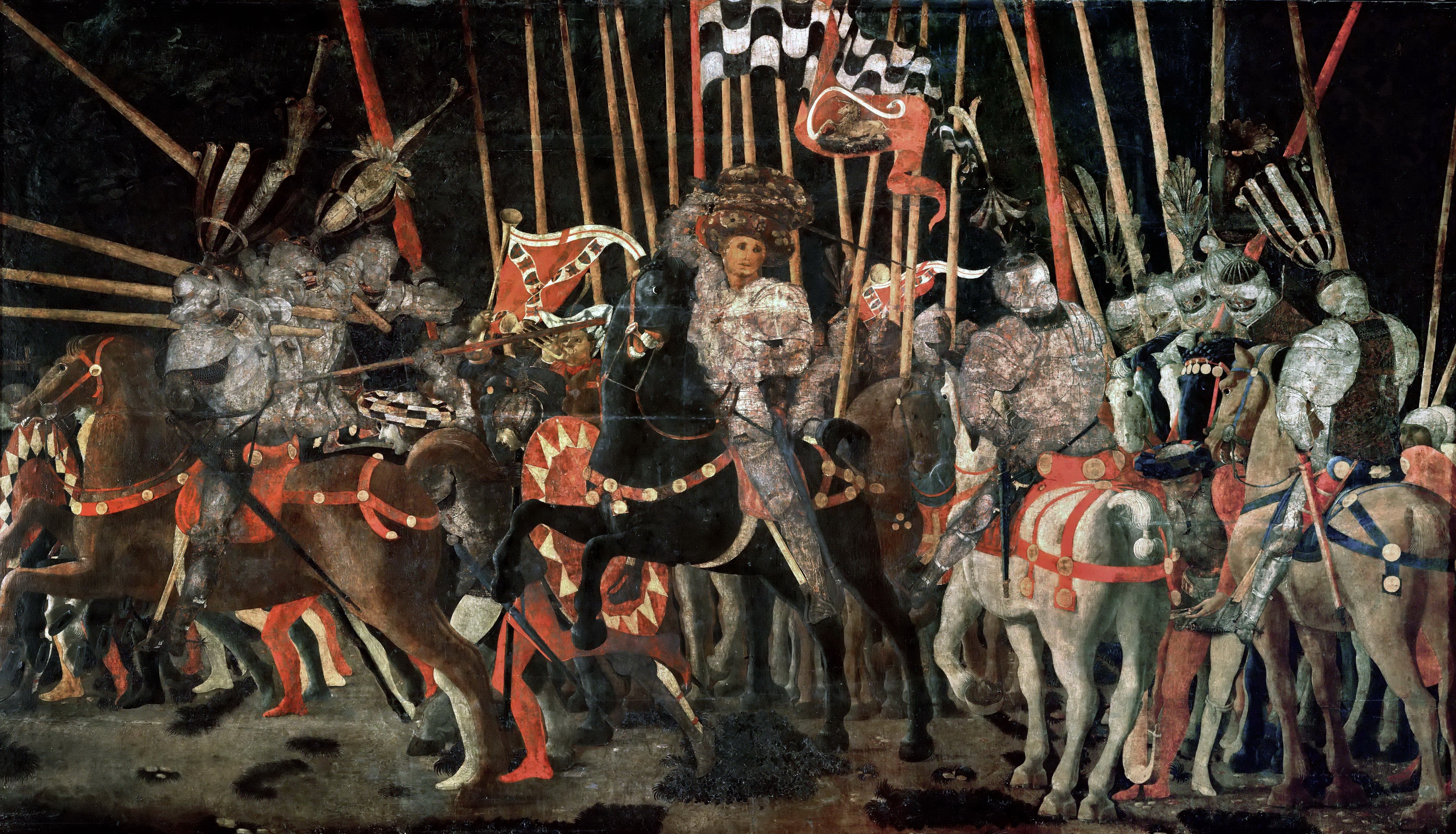
『サンロマーノの戦い』でのミケロット・ダ・コティニョーラの反撃（1455年ごろ）、板上のテンペラ、182×317 cm、ルーヴル美術館　(パリ)

ウフィツィ美術館の作品は、おそらく三連祭壇画の中心となるように構想されており、画家が署名した唯一のものである。美術史家の間では、ロンドン、ウフィツィ、ルーヴルの作品の順に制作されたと広い合意がなされている。一日の異なった時間を表現している可能性もある。夜明け（ロンドン）、正午（フィレンツェ）、夕暮れ（パリ）である。戦闘は8時間続いたのである。
ロンドンの絵画では、大きな金と赤の模様のある帽子を被ったニッコロ・ダ・トレンティーノがフィレンツェの騎兵隊を率いているのが見てとれる。その無謀さで評判があり、兜も着用していないが、2人の伝令をアッテンドロの同盟軍に送ったところである（中央、上に描かれている2人の伝令の出発場面）。優勢な敵軍に対峙している自分を援助するため同盟軍に急行してもらうよう伝えるためである。前景では、破壊された槍と兵士の遺体が直交するように慎重に配置され、遠近感を生み出している。タペストリーと同様に、風景は、空間の奥に深く後退していくのではなく、画面内で上方に向かっている。舞台に似た背景と遠近法による、この幻想的絵画は、戦争を演劇的儀式として描いている。3点の絵画は、部屋の3つの異なる壁に高く掛けられるように構想されており、その高さを念頭に置いて遠近法が構想されている。このことにより、写真や通常の美術館で見た場合の遠近法の多くの明らかな異常が説明されうるのである。
絵画の多くの部分は金箔と銀箔で覆われていた。手綱の装飾に見られるような金箔は明るいまま残っているが、特に兵士の鎧に見られる銀箔は、くすんだ灰色または黒色に酸化してしまっている。磨かれた銀箔の本来の印象は、眩いばかりであっただろう。3点とも、特にルーヴル美術館の作品は、時間の経過と早期の修復のため傷んでおり、多くの部分で形象が損失してしまっている。

## 大衆文化における登場
ルーヴル作品におけるミケロット・アッテンドロが乗っている黒い馬は、1968年のオムニバス映画『世にも怪奇な物語』の第一幕（Metzengerstein）で、タペストリーに描かれている。 3連作は、BBCの連続テレビ番組　『The Private Life of a Masterpiece』（2005）の主題となった。2011年の連続テレビ番組『ボルジア家 愛と欲望の教皇一族』の第4話（ルクレツィアの結婚）では、デラ・ローヴェレ枢機卿がフィレンツェの王子を訪ねたときに、ロンドンとルーヴルの作品が王子の食堂の壁を飾っていた。

## 以下も参照のこと
- イタリアのルネサンス絵画
- ジョン・ホークウッド卿の葬儀記念碑
- ニッコロ・ダ・トレンティーノの騎馬像
- フィリッポ・リッピによる『受胎告知』と『七人の聖人』 は、『サン・ロマーノの戦い』と同様にパラッツォ・メディチを装飾していた。
- 100の素晴らしい絵画